# Demisessualità

Una bandiera dell'orgoglio demisessuale, in cui lo scaglione nero (triangolo a sinistra) rappresenta l'asessualità, il grigio indica la sessualità grigia e il bianco rappresenta l'allosessualità; la riga viola simboleggia la comunità.

La demisessualità è un orientamento sessuale che rientra nello spettro asessuale. Corrisponde infatti, come nell'asessualità, ad attrazione sessuale verso nessun genere, a meno che non si instauri un forte legame emotivo.
È un tipo di sessualità grigia in cui l'individuo riesce a percepire attrazione sessuale solo verso persone con cui ha stretto un forte legame e un coinvolgimento emotivo, spesso anche empatico. Essa non va confusa con l'astinenza sessuale o la castità, in quanto questi sono comportamenti derivati dalla propria volontà o da influenze culturali, mentre la demisessualità è una caratteristica della sessualità dell'individuo.

## Descrizione
Il prefisso demi, di origine francese antica, significa "metà", e serve a indicare come l'attrazione sessuale di un demisessuale si trovi a metà tra l'asessualità (mancanza di attrazione sessuale) e l'allosessualità (attrazione sessuale verso altre persone).
La demisessualità fa parte dello spettro dell'asessualità, chiamata asessualità grigia, l'area tra l'asessualità e l'allosessualità, in quanto una persona demisessuale o di sessualità grigia può occasionalmente avere attrazioni sessuali. A differenza di un asessuale, il grado di attrazione sessuale per un demisessuale può variare in base all'individuo, ed essere suscitato da un legame affettivo concreto. In mancanza di esso, l'individuo demisessuale in genere non riesce a provare questo tipo di attrazione.
I demisessuali possono avere reazioni fisiologiche di eccitazione sessuale. Non bisogna mettere necessariamente in relazione condizioni mediche, come la disfunzione erettile o l'ansia da prestazione, con la demisessualità, che è invece parte dell'identità sessuale di una persona. Similarmente, non va confuso con comportamenti volontari di astinenza sessuale o castità dovuti a motivi personali, sociali o religiosi. Infatti, una persona demisessuale semplicemente non prova attrazione sessuale (ma può provarne altre, come quella estetica, sensuale o platonica) in assenza di un coinvolgimento emotivo/affettivo.
La demisessualità viene considerata una sottocategoria dell'asessualità grigia. La Asexual Visibility and Education Network la definisce come "una persona che prova attrazione sessuale solo verso persone con cui ha formato un legame più forte, spesso romantico. I demisessuali solitamente provano attrazione sessuale secondaria, ma non provano attrazione sessuale primaria". A causa di ciò, spesso capita che i demisessuali si riconoscano inizialmente come asessuali, ma poi provino attrazione sessuale quando stabiliscono un forte legame affettivo con un'altra persona. I demisessuali sentono attrazione solo nel momento in cui incontrano una persona molto affine a loro e, nel momento in cui si rompe questo legame emozionale, sparisce anche l'attrazione fisica.

## Ricerca scientifica
L'asessualità e il suo spettro (demisessualità inclusa) sono temi relativamente nuovi nella ricerca accademica e nelle discussioni pubbliche, e pertanto poco studiati.

## Nella cultura di massa
La demisessualità è un tema comune (o tropo) in numerose opere (libri, film, e altre forme artistiche), tanto da coniare il termine demisessualità compulsa, in quanto viene spesso rappresentato e stereotipato il sesso come l'apice di un rapporto romantico con la persona che si ama. L'intimità di questa connessione crea anche un senso di esclusività. A causa di ciò, a volte la demisessualità viene definita come sessualità moralmente "nobile".